# Léon Dufourny
Léon Dufourny (Parigi, 5 marzo 1754 – Parigi, 16 settembre 1818) è stato un architetto francese.
Fu un importante architetto neoclassico, studioso dell'archeologia classica e insegnante e teorico dell'architettura, collezionista di antichità e soprattutto intermediario culturale tra l'Italia, in cui visse a lungo, e la Francia sul finire del XVIII secolo.

## Biografia

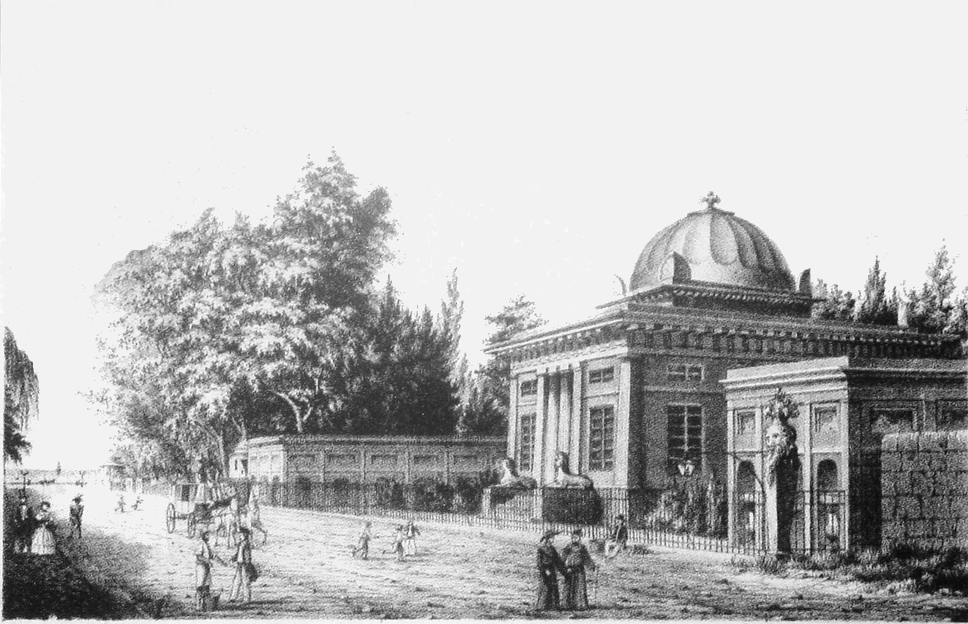
Gymnasium dell'Orto botanico di Palermo in un'antica stampa

Figlio di un ricco commerciante di tessuti, fratello del rivoluzionario Pierre Dufourny, fu allievo di Julien-David Le Roy.
Preso dall'interesse, comune alla sua generazione, per le antichità classiche, partì per l'Italia nel 1782 e dopo aver visitato il Veneto, l'Istria, Mantova, Ravenna, Firenze, le Marche, disegnando i più importanti monumenti, soggiornò a lungo a Roma. Giunse in Sicilia, nell'autunno del 1788; viaggiò fino all'estate successiva per tutta la Sicilia, studiando e rilevando le antiche vestigia greche. In particolare, a Catania rilevò molti palazzi della sfonda ovest della famosa via etnea e, giunto come ospite, fece dei rilievi all'imponente monastero di San Nicolò l'Arena; di cruciale importanza fu il suo rilievo del portale d'ingresso barocco poiché costituisce ancora oggi l'unica testimonianza del suo aspetto originale (l'anno seguente l'ingresso del monastero fu demolito e sostituito con uno nuovo in stile neoclassico). Giunto a Palermo nel 1789, Dufourny, intellettuale fortemente intriso di cultura illuminista, giacobino e massone, riuscì ad inserirsi tra le personalità di spicco nella cultura siciliana grazie all'appoggio della rete di logge massoniche presenti nell'isola.
Trascorse a Palermo gli anni più cruenti della rivoluzione. Il giovane architetto divenne un punto di riferimento culturale della società che conta e il viceré progressista Caramanico gli affidò importanti commissioni a Palermo. Secondo la storiografia corrente, a lui si deve l'introduzione delle nuove forme neoclassiche in Sicilia, in un panorama fino ad allora dominato dal decorativismo tardobarocco.
In effetti la sua presenza fece da catalizzatore ad un ambiente già sensibile alla nuova cultura, come dimostrano i contatti e l'amicizia con alcuni architetti locali e principalmente con Giuseppe Venanzio Marvuglia nelle cui opere precedenti erano già presenti elementi neoclassici. Con i suoi progetti ebbe modo di influenzare decisamente la cultura architettonica siciliana, in particolare con gli edifici per l'Orto botanico di Palermo fondato in quegli anni fuori dalle mura cittadine, adiacente alla Villa del Popolo, il primo giardino pubblico della città, oggi conosciuto come Villa Giulia.
Il diario che tenne in quegli anni permette di leggere al meglio la realtà culturale della Sicilia di quegli anni.
Lasciò definitivamente la Sicilia nel 1793 via mare per Livorno, a causa dello stato di belligeranza tra i regni di Sicilia e Napoli e la Francia.
Viaggiando ancora per l'Europa ritornò a Parigi nel 1795, dopo che il periodo del Terrore era ormai trascorso.
Nel 1801 ritornò in Italia, come commissario della Repubblica, incaricato dell'acquisizione di oggetti d'arte; a Roma acquistò tra l'altro la Pallade di Velletri e la collezione di sculture di palazzo Giustiniani.
Doufourny fu anche un grande collezionista privato di pitture e stampe, ma soprattutto di antichità, sculture ed in particolar modo elementi e frammenti architettonici e calchi degli stessi che poi utilizzò nella sua attività d'insegnante dell'accademia.
Ritornato in Francia, l'architetto ebbe un ruolo considerevole nell'ambiente artistico parigino, ricoprì importanti cariche e fu membro dell'Académie des beaux-arts e dell'Institut de France, conservatore del Louvre (che contribuì a potenziare ed organizzare) e successe al maestro Le Roy come professore di teoria dell'architettura all'Ecole des Beaux Arts, a cui donò la sua collezione privata di antichità (oggi al Louvre), la quale, insieme a calchi e ad una collezione di modellini di architettura, fu esposta in una Galerie d'architecture composeé, allora unica in Europa e primo esempio conosciuto di museo d'architettura.
Progettò di pubblicare una grande opera sull'architettura antica e moderna della Sicilia che non fu mai compiuta; di essa resta una parte dei manoscritti presso la Biblioteca Nazionale di Parigi.
I materiali lasciati che comprendono una gran mole di disegni (molti del disegnatore Pierre Felix), rivelano un insolito interesse non solo per le vestigia dell'architettura greca, ma anche una inconsueta attenzione per l'architettura del periodo normanno ed addirittura per l'architettura vernacolare, anticipando in qualche modo il gusto eclettico che avrebbe dominato nell'Ottocento. Tale apertura intellettuale, che si ritrova anche nella sua attività didattica, è dovuta forse all'amicizia con il teorico Jean Baptiste Seroux d'Agincourt, precursore di un approccio storico o storicista alla disciplina architettonica.
A proposito dell'eclettismo di Dufouny va ricordato come nel suo diario, egli stesso descrive un suo progetto per una casa quadrata, in stile "arabo", con archi ogivali, da costruire a Napoli per l'abate Vella.
Nello stesso periodo l'amico Marvuglia costruisce un padiglione in stile "cinese" nel parco della Favorita evidenziando come uno dei caratteri del neoclassicismo siciliano, sia, in effetti, un precoce eclettismo.

## L'orto botanico di Palermo

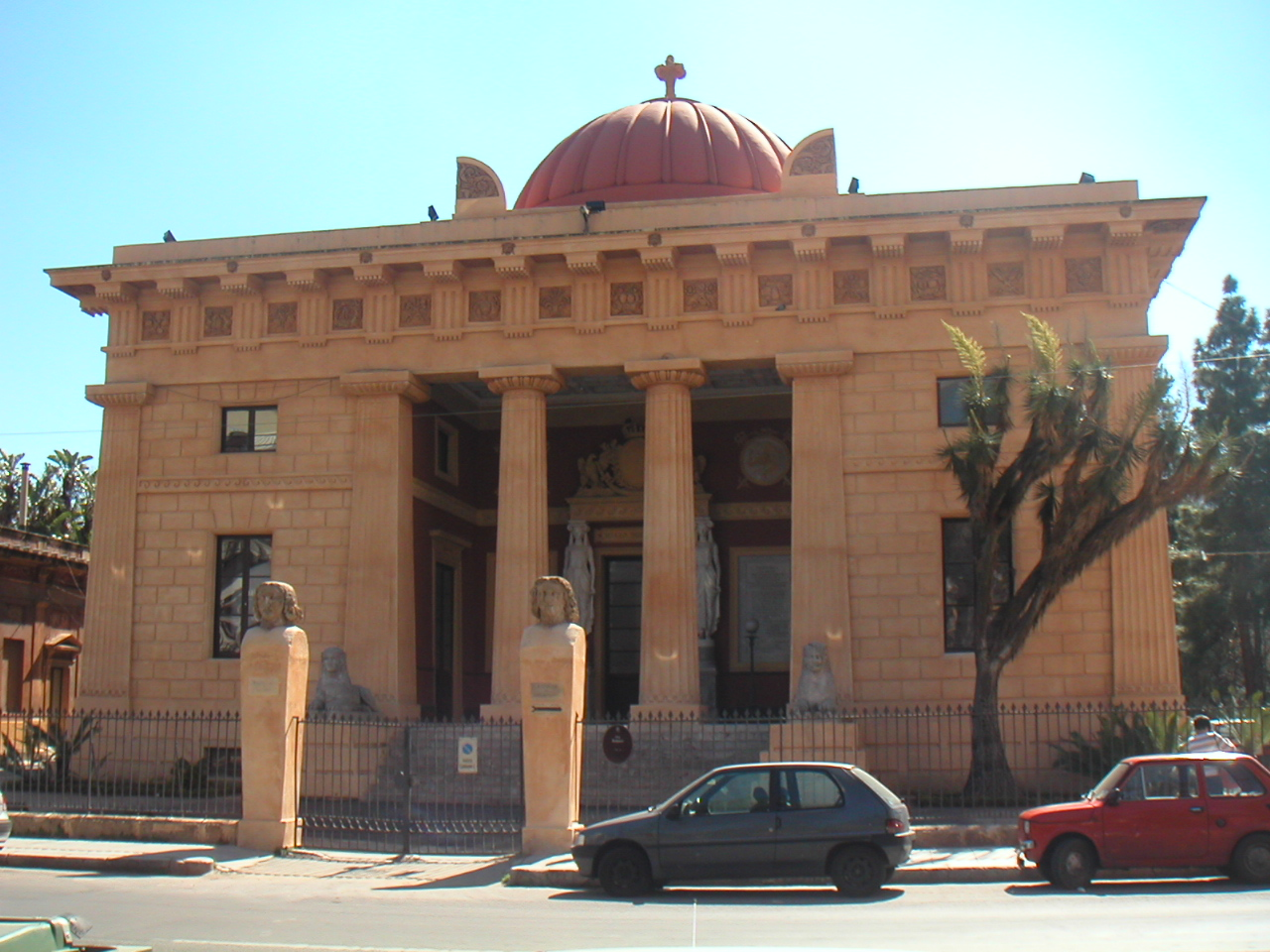
Gymnasium dell'Orto botanico, Palermo

Progettò l'edificio principale dell'Orto botanico di Palermo, chiamato Gymnasium, che ospitava in origine anche la scuola di botanica, l'Herbarium, la Biblioteca e la dimora del Direttore; iniziato nel 1789 e terminato nel 1795, posto di fronte all'entrata e concepito con un pronao centrale tetrastile, come anche quello posteriore volto verso il giardino, che ne fa un precoce esempio dello stile neogreco per l'uso "archeologico" dell'ordine dorico con poderose colonne ed una grande trabeazione. Tuttavia, nell'edificio il rigore classicista è contraddetto da inserzioni non propriamente greche come le due sfingi poste ai lati della scalinata.
Un recente restauro ha riportato alla luce il policromatismo degli intonaci, un uso precoce nel panorama europeo, dovuto all'osservazione diretta di Dufourny dei resti di stucco colorato ancora presenti all'epoca a Selinunte. Affiancano il volume quadrato del Gymnasium due edifici minori disposti simmetricamente. Essi sono ancora chiamati Calidarium e Tepidarium perché in origine ospitavano piante dei climi caldi e temperati. 
L'opera, nonostante il suo aspetto molto "archeologico", risulta in effetti essere una reinterpretazione di temi palladiani, dall'impianto quadrato al disegno dei fronti, alla cupola centrale. In effetti Dufourny era un fervente ammiratore dell'opera del Palladio, considerato paradigma di perfezione. Il progetto di Dufourny, soprattutto dopo la definitiva partenza dell'architetto francese, fu seguito in cantiere da Giuseppe Venanzio Marvuglia, Domenico Marabitti e Pietro Trombetta. A Dufourny si deve anche l'impianto della porzione più antica dell'Orto, diviso in quattro grandi settori rettangolari, separati da due viali ortogonali. L'Orto botanico ampliato in varie riprese fino all'attuale estensione di 10 ettari.

## Altre opere
Partecipò anche al progetto per l'Osservatorio astronomico diretto dal famoso astronomo Piazzi. L'osservatorio fu realizzato in ampliamento al Palazzo Reale. Dufourny subentrò ad altri nel 1791, curando oltre agli aspetti architettonici, oggi profondamente trasformatati, anche gli arredi, oggetto di un recente restauro.
Numerosi progetti, previsti anche per Catania, non furono realizzati.